# Hamataliwa helia
Hamataliwa helia är en spindelart som först beskrevs av Chamberlin 1929.  Hamataliwa helia ingår i släktet Hamataliwa och familjen lospindlar. Inga underarter finns listade i Catalogue of Life.